# Щуцький Олександр Геннадійович
Щуцький Олександр Геннадійович (нар. 27 червня 1978, місто  Київ  ) — український державний службовець, Перший заступник Голови  Державної митної служби України, Радник митної справи І рангу.

## Життєпис
Народився 27 червня 1978 року в м.  Київ .

### Освіта
Київський державний університет технологій та дизайну, спеціальність — економіка підприємства, кваліфікація — магістр з економіки.

### Кар'єра
- 10.2000  - 10.2005 – робота в Міністерстві економіки та з питань європейської інтеграції України;
- 09.2006  - 07.2007 – заступник генерального директора ТОВ "Селянська інноваційна холдингова компанія";
- 12.2010  - 08.2011 – робота в МНС України;
- 09.2016  - 10.2017 – начальник митного поста "Луцьк" Волинської митниці ДФС;
- 10.2017  - 10.2017 – перший заступник начальника Луганської митниці ДФС;
- 10.2017  - 10.2019 – в.о. начальника Сумської митниці ДФС;
- 10.2019  - 12.2020 – в.о. начальника Чорноморської митниці Держмитслужби;
- 12.2020  - 09.2021 – в.о. директора Департаменту профілювання митних ризиків Держмитслужби;
- 09.2021  - 02.2023[1] – Перший заступник Голови Державної митної служби України.

Керуючи Сумською митницею ДФС (2017-2019 рр), вивів боротьбу з контрабандою на новий рівень – із запрошеними висококваліфікованими спеціалістами з Америки на митному посту Бачівськ Сумської митниці ДФС провели запуск нового рентген-апарату для поглибленої детальної перевірки вантажних та легкових автомобілів.
Проявив державницьку позицію в боротьбі з тіньовими схемами імпортованих товарів на Сумщині, зокрема з групою контрабандистів «Овсієнка» (контрабанда тканини).
Під керівництвом Олександра Щуцького на Сумській митниці ДФС було проведено ряд гучних затримань контрабандних товарів, серед яких великі партії культурних цінностей (ікони, енциклопедії, марки та ін.), мобільних телефонів, наркотичних засобів, ліків, заборонених до переміщення через митний кордон та ін.
У червні 2019 року Олександром Щуцьким було організовано відкриття першого на північно-східному регіоні України кінологічного центру на базі Сумської митниці ДФС, де професійно готують кінологічні команди для роботи з пошуку товарів, враховуючи нестабільну ситуацію на кордоні з РФ.
На посаді керівника Чорноморської митниці Держмитслужби Олександр Щуцький завадив контрабанді Чорногорського токсичного піску, попередивши оборудку вартістю 50 млн євро.
Олександр Щуцький зарекомендував себе здібним організатором та принциповим керівником. Має дуже високу повагу в колективі.